# Hans Caspar Escher

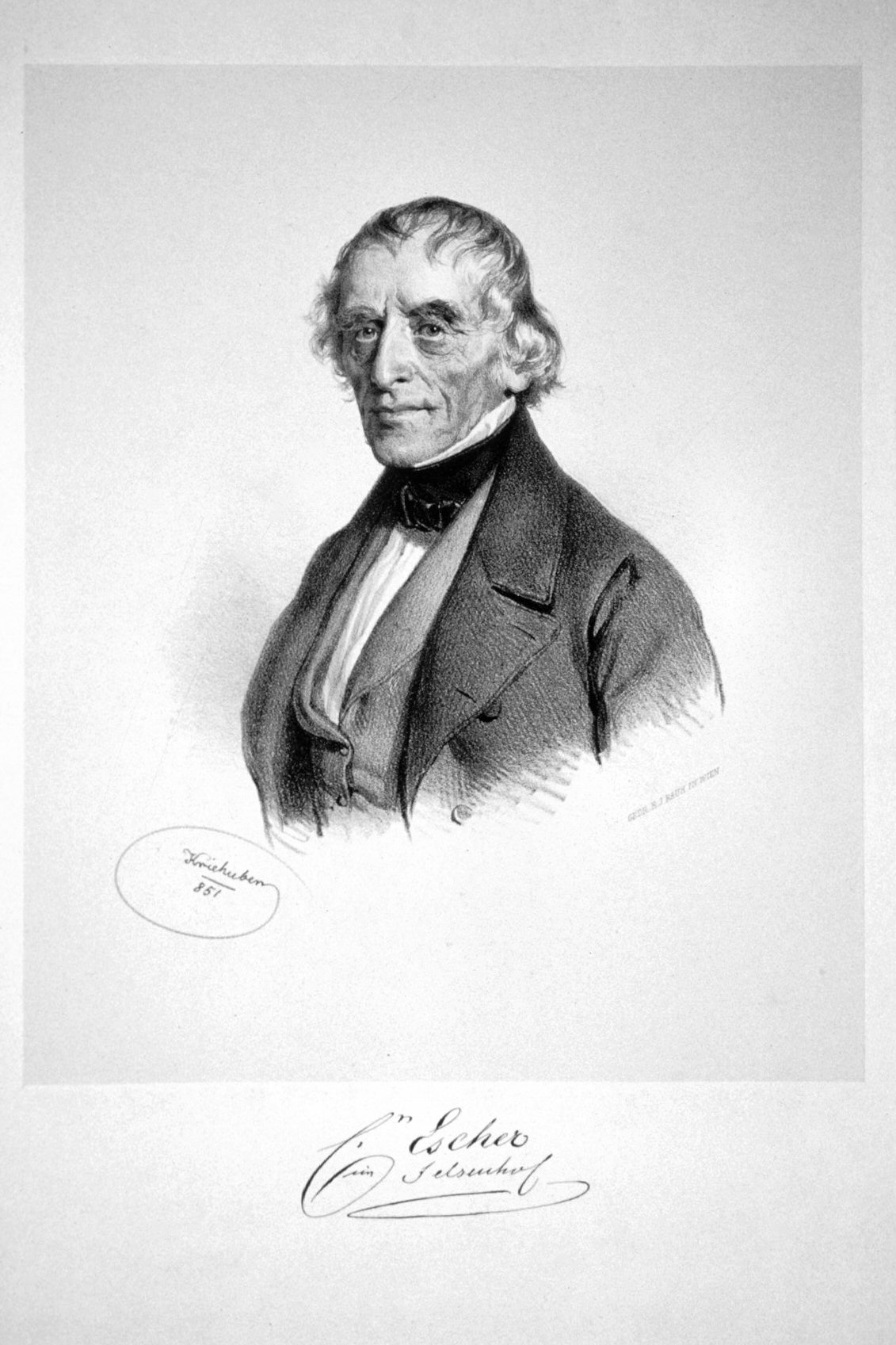
Hans Caspar Escher Lithographie von Josef Kriehuber, 1851

Hans Caspar Escher vom Glas, auch Hans Caspar Escher im Felsenhof (* 9. August 1775 in Zürich; † 29. August 1859 in Herrliberg), war ein Schweizer Industrieller, Sozialpionier, Politiker und Architekt.

## Biografie
Hans Caspar Escher entstammte der Heinrich’schen Linie der Familie Escher vom Glas. Sein Vater war Johannes Caspar Escher (1754–1819), der auf seinem Landgut Schipf in Herrliberg Goethe beherbergte. Als Jugendlicher sollte er nach dem Vaters Willen Kaufmann werden. Während eines Aufenthalts in Livorno begeisterte er sich jedoch für Architektur und Bauwesen und studierte 1794–97 in Rom Architektur. Nach seiner Rückkehr nach Zürich wirkte Escher zunächst als Architekt. 1803 begann er mit der Konstruktion von Spinnstühlen, um eine eigene Spinnerei aufzubauen. 1805 gründete er mit dem Bankier Salomon von Wyss in der Neumühle in Zürich das Unternehmen Escher, Wyss & Cie unter dem Namen Baumwollspinnerei Escher Wyss & Co. Die Firma verlegte ihre Haupttätigkeit bald komplett auf den Bau und die Konstruktion von Maschinen aller Art, später auch Lokomotiven, Dampfschiffen und wurde noch zu Lebzeiten Eschers mit ihren Filialen in Ravensburg und Wien die grösste Maschinenfabrik der damaligen Schweiz und eine der bedeutendsten im Europa des 19. Jahrhunderts. Eschers Fabrik hatte im sozialen wie im technischen Bereich eine Vorreiterrolle.
Nach seinem Wohnhaus in Zürich wurde Hans Caspar Escher auch mit dem Beinamen «im Felsenhof» benannt. Sein einziger Sohn, Albert Escher, starb bereits vor seinem Vater 1845. Escher war seit 1806 mit Anna von Muralt verheiratet. Neben seiner Tätigkeit in der Firma Escher Wyss arbeitete Escher weiter als Architekt und war bis 1830 auch Mitglied des Grossen Rates des Kantons Zürich.
Das Gebäude der kantonalen Verwaltung am Neumühlequai 10 in Zürich steht am ersten Standort der Escher-Wyss Maschinenfabrik und ist nach Hans Caspar Escher als Kaspar-Escher-Haus benannt.

## Erhaltene Bauten

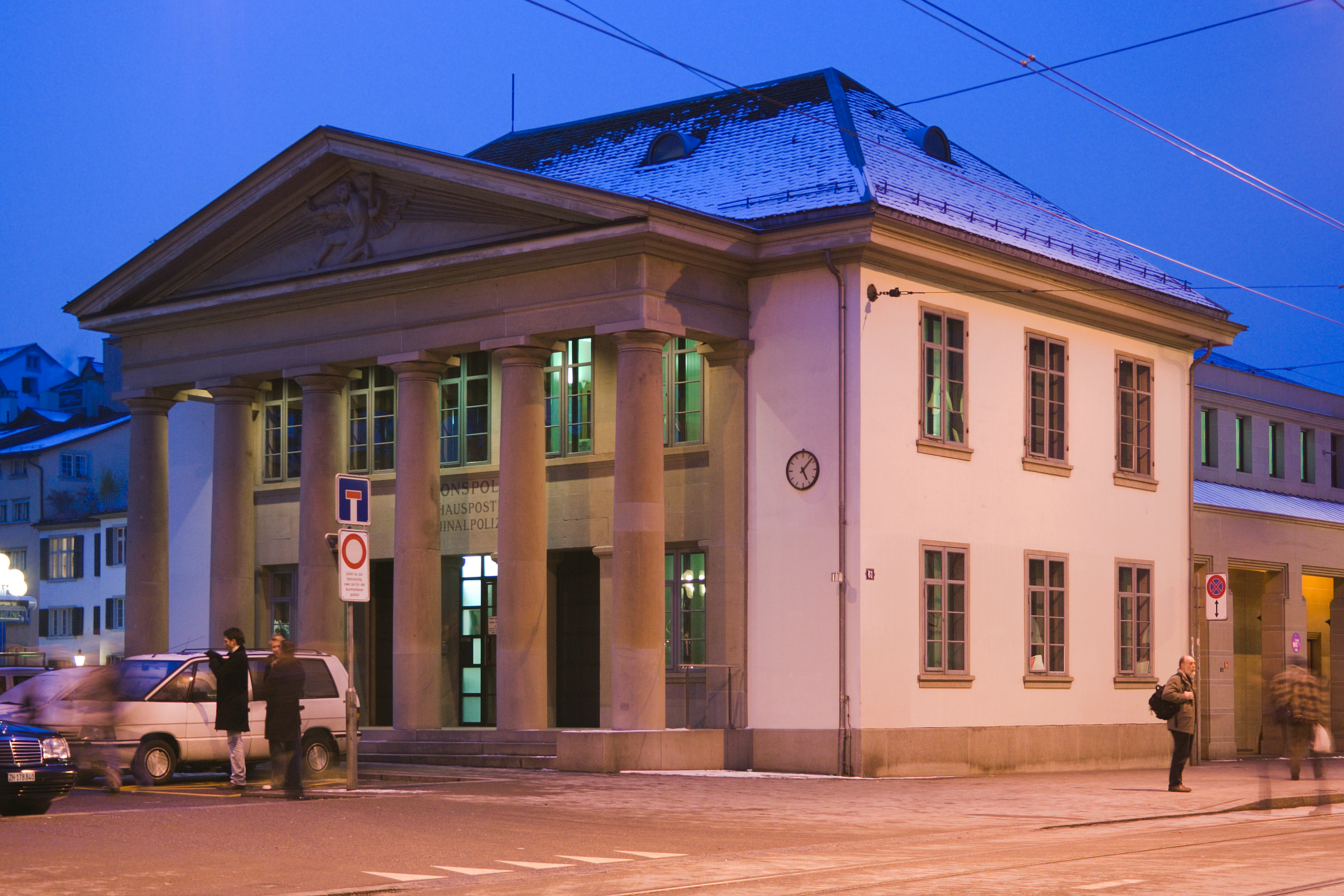
Hauptwache beim Zürcher Rathaus, ausgeführt nach Plänen Eschers von Hans Conrad Stadler

- Casino am Hirschengraben in Zürich, 1806–1807
- Landhaus Schinz, Rötelstrasse 34 mit englischem Garten in Zürich, 1815
- Hauptwache beim Zürcher Rathaus, 1824–1825
- Kantonsratssaal im Zürcher Rathaus mit Publikumstribüne, 1833
- Herzoggut (1816–1819) in Aarau,
- Ökonomiegebäude des Landguts «Schipf» in Herrliberg, 1819